# Giraffinae
Giraffinae – monotypowa podrodzina ssaków z rodziny żyrafowatych (Giraffidae).

## Rozmieszczenie geograficzne
Podrodzina obejmuje gatunki występujące w Afryce.

## Morfologia
Długość ciała (bez ogona) 350–480 cm, długość ogona 76–110 cm, wysokość 450–600 cm; masa ciała samic 450–1180 kg, samców 1800–1930 kg.

## Systematyka
Rodzaj Giraffa zdefiniował w 1762 roku francuski zoolog Mathurin Jacques Brisson w publikacji swojego autorstwa poświęconej systematyce ssaków. Brisson wymienił jeden gatunek Cervus camelopardalis Linnaeus, 1758, który w ramach późniejszego oznaczenia w 1998 roku Międzynarodowa Komisja Nomenklatury Zoologicznej wyznaczyła jako typ nomenklatoryczny.

### Etymologia
- Giraffa: fr. giraffe ‘żyrafa’, od arab. ‏زرافة‎ zarafa ‘ten, który chodzi szybko’[27].
- Ovifera: łac. ovis ‘owca’; ferus ‘dziki’[28]. Gatunek typowy: „Das Kameelpardel” (= Cervus camelopardalis Linnaeus, 1758).
- Camelopardalis: gr. καμηλοπαρδαλις kamēlopardalis ‘żyrafa’, od καμηλος kamēlos ‘wielbłąd’; παρδαλις pardalis ‘lampart, pantera’[29]. Gatunek typowy (oznaczenie monotypowe): Camelopardalis giraffa von Schreber, 1784.
- Orasius: nazwa nadana żyrafie w XIII wieku przez Wincentego z Beauvais (zmarłego około 1264 roku) i Alberta Wielkiego (1193–1280)[30]. Gatunek typowy (oznaczenie monotypowe): Cervus camelopardalis Linnaeus, 1758.
- Trachelotherium: gr. τραχηλος trakhēlos ‘szyja’; θηριον thērion ‘dzikie zwierzę’, od θηρ thēr, θηρος thēros ‘bestia, zwierzę’[31].

### Podział systematyczny
We wcześniejszych ujęciach systematycznych w rodzaju Giraffa wyróżniano jeden gatunek G. camelopardalis, posiadający 9 podgatunków: camelopardalis, antiquorum, peralta, reticulata, rothschildi, angolensis, giraffa, thornicrofti i tippelskirchi.
Liczba gatunków z rodzaju Giraffa jest kontrowersyjna i przedmiotem ciągłych dyskusji; obszerne badania genetyczne i morfologiczne przeprowadzone w 2020 roku wsparły podział z trzema gatunkami, między którymi występuje ograniczony przepływ genów. Do podrodziny należy jeden rodzaj żyrafa wraz z następującymi występującymi współcześnie gatunkami (kompilacja prac ASM Mammal Diversity Database (2023), All the Mammals of the World (2023) i Illustrated Checklist of the Mammals of the World (2020)):
| Grafika | Gatunek                | Autor i rok opisu  | Nazwa zwyczajowa           | Podgatunki         | Rozmieszczenie geograficzne | Podstawowe wymiary             | Status IUCN |
| ------- | ---------------------- | ------------------ | -------------------------- | ------------------ | --- | ------------------------------ | ----------- |
|         | Giraffa camelopardalis | Linnaeus, 1758     | żyrafa sawannowa           | 4 podgatunki       | zachodnia Afryka w Nigrze, południowym Czadzie, Republice Środkowoafrykańskiej, północnej Demokratycznej Republice Konga, południowo-wschodnim Sudanie, wschodnim i południowym Sudanie Południowym, zachodniej Etiopii, północnej Ugandzie i zachodniej Kenii | brak danych                    | VU          |
|         | Giraffa reticulata     | de Winton, 1899    | żyrafa zachodnioafrykańska | gatunek monotypowy | południowa Etiopia, południowo-zachodnia Somalia i północna Kenia | brak danych                    | NE          |
|         | Giraffa tippelskirchi  | Matschie, 1898     | żyrafa masajska            | 2 podgatunki       | wschodnia Afryka w południowej Kenii, Tanzanii i Zambii (dolina rzeki Luangwa) | brak danych                    | NE          |
|         | Giraffa giraffa        | von Schreber, 1784 | żyrafa południowa          | 2 podgatunki       | północna Namibia, północna Botswana, południowa Zambia, północno-zachodnie i południowe Zimbabwe, południowo-zachodni Mozambik i północno-wschodnia Południowa Afryka                                                                                          | DC: 416–527 cm MC: 703–1395 kg | NE          |

Kategorie IUCN:  LC  – gatunek najmniejszej troski;  NE  – gatunki niepoddane jeszcze ocenie.
Opisano również kilka gatunków wymarłych:
- Giraffa jumae Leakey, 1965[37] (Kenia; środkowy plejstocen)
- Giraffa nipponica Matsumoto, 1926[38] (Japonia; plejstocen).
- Giraffa punjabiensis Pilgrim, 1910[39] (Pakistan; środkowy miocen).
- Giraffa pygmaea Harris, 1976[40] (Kenia; pliocen–plejstocen).
- Giraffa schlosseri Pilgrim, 1911[41] (Chińska Republika Ludowa; fanerozoik).
- Giraffa sivalensis (Falconer & Cautley, 1843)[42] (Indie; plejstocen).
- Giraffa stillei (Dietrich, 1941)[43] (Tanzania; późny plejstocen).